# Inger Edelfeldtová
Inger Edelfeldtová (* 14. července 1956 Stockholm) je švédská spisovatelka, výtvarnice a překladatelka. Většina jejích knih se řadí k literatuře pro mládež. Vydala víc než 30 titulů, mnoho z nich bylo přeloženo do angličtiny, španělštiny, němčiny, francouzštiny... Jedná se povídkové sbírky, romány, komiksy, ale také např. o terapeutickou publikaci Hur jag lärde mig älska mina värsta känslor (Jak jsem se naučila mít ráda svoje nejhorší emoce, 2009).

## Osobní život
Narodila se 14. července 1956 ve Stockholmu. Její otec byl inženýr a matka byla v domácnosti. Před odchodem do práce otec rád své dceři vyprávěl příběhy, ale jinak trpěl depresemi a léčil se elektrošoky. Sama Inger si už od útlého dětství ráda příběhy vymýšlela. Nelehká situace doma způsobila to, že Edelfeldtová byla v době dětství a dospívání ve škole šikanována a trpěla sebepoškozující obsedantně-kompulzivní poruchou. Vyzkoušela několik terapií a v dospělosti teď sama dělá zenového kouče formou poskytování podpůrných rozhovorů.

## Další informace
- Göran Hägg, držitel Literární ceny novin Aftonbladets (1974), se o Edelfeldtové vyjádřil: ...že je „křížencem mezi Astrid Lindgrenovou a Franzem Kafkou“.

- Sama Edelfeldtová byla mnohokrát oceněna, např. od Svenska Dagblader v roce 1991, Doblougovou cenou v roce 1996 či cenou Stiny Aronsonové v roce 2021.

- Jako výtvarnice ilustrovala Edelfeldtová knižní obálky švédských vydání knih J. R. R. Tolkiena.

- V roce 2016 byla Edelfeldtová čestným hostem Světa knihy v Praze.[2]

## Literární dílo – české překlady
- Ve skutečnosti je díra (One Woman Press, 2003), ISBN 80-86356-19-1
- Stíny v zrcadle (Albatros, 2005), ISBN 80-00-01636-2
- Šikovnej kluk (Tichá Byzanc, 2008), ISBN 91-7368-017-6

- Rituál (Garamond, 2016), ISBN 978-80-7407-304-5 – Tato kniha obsahuje i vybrané povídky ze starších sbírek z let 1984, 1995 a 2001.